# آيت كركآيت (كطاية)
آيت كركآيت هي إحدى مشيخات المملكة المغربية، تتبع جغرافيا لإقليم بني ملال وإداريًا لكطاية. يقدر عدد سكانها بـ 6708 نسمة حسب الإحصاء الرسمي للسكان والسكنى لسنة 2004.